# Rêves en cage
Pour plus de détails, voir Fiche technique et Distribution.
Rêves en cage (Train of Dreams) est un docufiction canadien réalisé à l'Office national du film du Canada par John N. Smith, sorti en 1987,. Cette fiction aux allures de documentaire remporte notamment le Prix L.-E. Ouimet-Molson du Meilleur long métrage québécois, devenant alors le premier long métrage en langue anglaise à remporter ce prix.

## Synopsis
Tony Abruzzi (Jason St. Amour) a 17 ans et vit à Montréal avec sa mère et son jeune frère. Préférant trainer avec ses amis plutôt que d'aller à l'école, il commet divers larcins pour payer son alcool et sa drogue. Un jour, il frappe sa mère qui décide d'appeler la police. Arrêté, Tony est condamné et envoyé dans un centre correctionnel. Là, grâce aux efforts d'un professeur de musique, il commence à envisager la possibilité d'une vie meilleure.

## Fiche technique
- Titre original : Train of Dreams
- Réalisation : John N. Smith
- Scénario : Sally Bochner, John N. Smith, Sam Grana
- Direction de la photographie : David de Volpi
- Production : Sam Grana
  - Productrice associée : Sally Bochner
- Musique : Malcolm McKenzie Jr (interprétée par Three O'Clock Train)
- Prise de son : Jacques Drouin
- Montage sonore : André Galbrand
- Direction artistique : Lois Siegel
- Montage images : John N. Smith
- Société de production : Office national du film du Canada
- Société de distribution : Cinéma Plus Distribution
- Budget : 700 000 $
- Pays d'origine :  Canada ( Québec)
- Langue originale : anglais
- Format : couleur — 16 mm, format 4/3
- Genre : docufiction, drame
- Durée : 88 minutes
- Date de sortie :
  - Canada : 25 août 1987 (Festival des Films du Monde)[5],[4]
  - France : 10 janvier 1990[6]

## Distribution
- Jason St-Amour : Tony Abruzzio
- Marcella Santa-Maria : mère de Tony
- Fred Ward : professeur de Tony

## Production
Rêves en cage est issu d'une initiative du Programme anglais de l'Office national du film du Canada connue sous le nom d'« Alternative Drama Program ». Ce programme avait pour but d'aborder des sujets sociaux dans des films de fiction produits à faible coût en s'inspirant des méthodes de tournage du documentaire. Ainsi, le film a été tourné en décors naturels (dont le centre correctionnel de Goderich, en Ontario) et les personnages sont interprétés par des non professionnels qui improvisent leur dialogue en s'inspirant d'un canevas de scénario écrit par le cinéaste en collaboration avec Sally Bochner et Sam Grana.

## Distinctions
Le film a remporté le prix spécial du jury au Festival international du film de Chicago en 1987 et a été mis en nomination pour quatre prix Génie en 1988. Il devient aussi le premier long métrage tourné en langue anglaise à remporter le prix L.E. Ouimet-Molson remis par l'Association québécoise des critiques de cinéma (AQCC). Jason St. Amour a également remporté le prix du meilleur acteur au Festival du film de Paris en 1989.